# Ilex boulayi
Ilex boulayi (лат.) — вид ископаемых падубов, известный из тортонского яруса миоценовой эпохи Франции.

## Этимология
Родовое название основано на латинском названии дуба каменного (Quercus ilex). Видовой эпитет был дан в честь французского ботаника Жана-Николя Буле.

## История изучения
Отпечатки листьев известны из коммуны Рошсов департамента Ардеш, располагающегося в центральной части юга Франции.
В 1887 году Жан-Николя Буле описал вид под названием Ilex undulata.
В своём исследовании, опубликованном в 2019 году, русский ботаник-систематик Александр Борисович Доуэльд обратил внимание на то, что название, данное Буле, уже использовалось ранее при описании другого вида падубов, и изменил его на Ilex boulayi.
Голотип вида Доуэльду обнаружить не удалось.